# Aspirator
Aspirator (franc. aspirateur) je aparat za usisavanje plinova, tekućina ili granuliranog materijala. U fizici i kemiji služi za usisavanje zraka i stvaranje podtlaka (vodena sisaljka), u kućanstvu za usisavanje prašine, u medicini za usisavanje materijala iz tjelesnih šupljina ili organa.